# カフェ・ラッテ
- カフェ・ラテ
- カフェラッテ
- カフェラテ

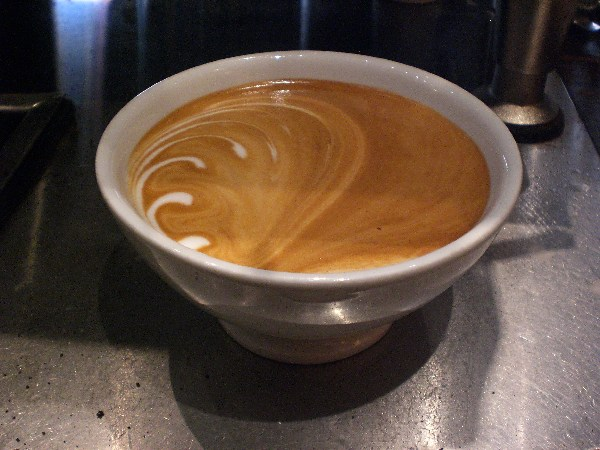
ノルウェー・オスロのカフェ・ラッテ

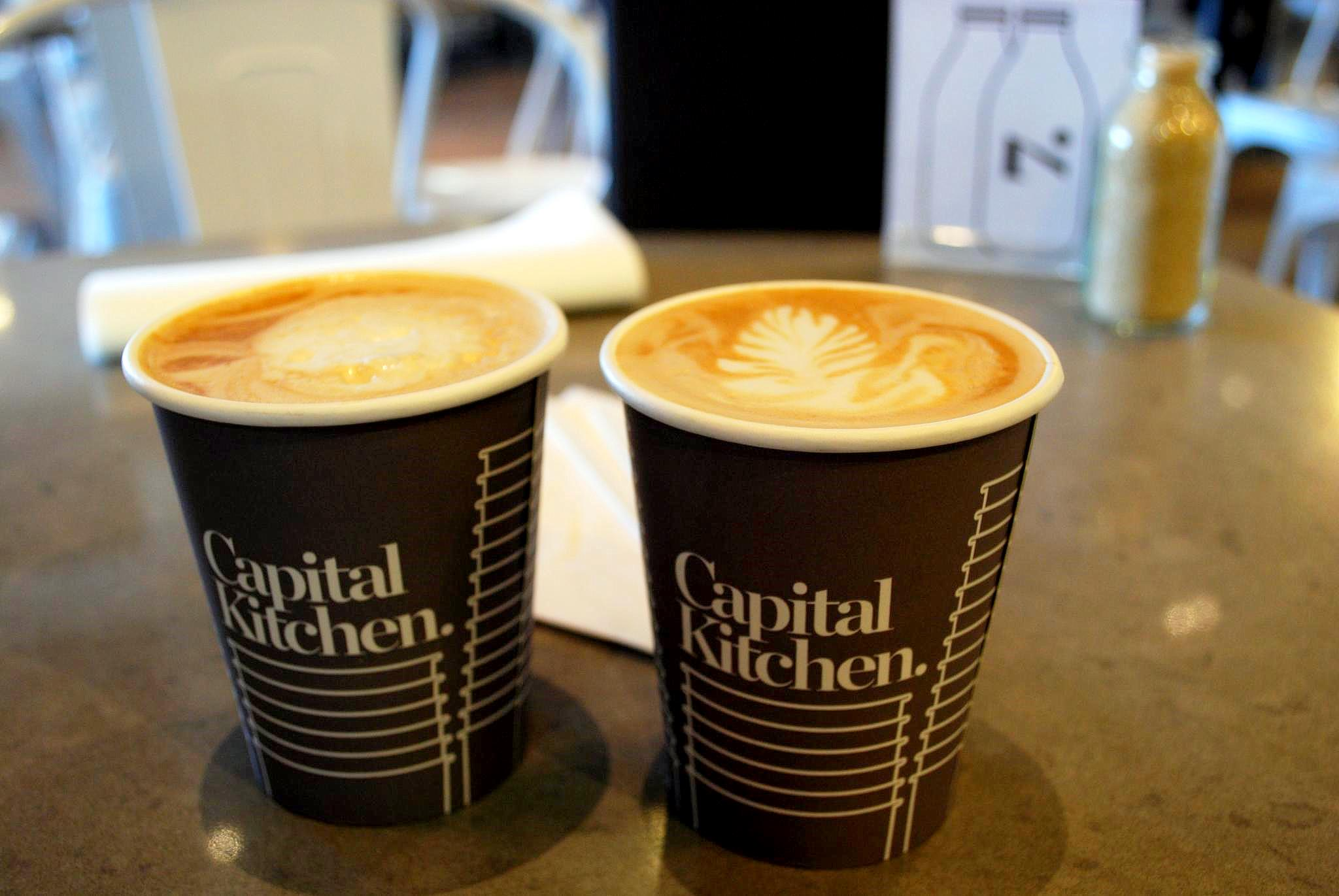
オーストラリアCapital Kitchenのソイラテとカフェ・ラテ

カフェ・ラッテ（イタリア語: caffè latte）は、エスプレッソと牛乳を混ぜた飲み物のイタリア語由来の呼称である。
カフェ・ラッテ（caffè latte）という語は、元来は「コーヒー・牛乳」という意味のイタリア語である。より発音に忠実に転写すれば「カッフェ・ラッテ」となる。イタリア語では、カッフェッラッテ（caffellatte）と続けたり、カッフェ・エ・ラッテ（caffè e latte：「コーヒーと牛乳」）とも言う。

## カフェ・ラッテとカフェ・オ・レ
「カフェ・ラッテ」はイタリア語、「カフェ・オ・レ」（café au lait）はフランス語である。「カフェ・オ・レ」を厳密に訳すと「牛乳入りのコーヒー」。
イタリアではコーヒーと牛乳を混ぜていればカフェ・ラッテであるが、イタリアのコーヒーは一般的にエスプレッソ形式で供されるため、カフェ・ラッテもエスプレッソ＋スチームミルクの組合せとなる。ちなみに、フォームミルクを加えた（エスプレッソ：スチームミルク：フォームミルク＝1：1：1）ものがカプチーノである。
日本では、エスプレッソを用いるものをカフェ・ラッテ、ドリップコーヒーを用いるものをカフェ・オ・レと呼ぶ傾向があり、そのように区別するメーカーも存在する。例としてセブン-イレブンではドリップ式コーヒーを用いたカフェラテを販売しており、カフェラテではなくカフェオレであるとの指摘がある。ただし、イタリアやフランスにおける用法から見れば、どちらをカフェ・ラッテ（或いはカフェ・オ・レ）と呼んでも誤用と言い切る事は困難である。

## 各国の呼称

### イタリア
イタリアではカフェラッテは通常朝食とともに家庭で飲まれるもので、家庭ではコーヒーはマキネッタで作り、温めたミルクと合わせる。
観光客の多いカフェ以外ではカフェラッテのメニューは一般的ではなく、イタリアで「ラッテ」と注文するとそのまま牛乳がでてくる。
同じ「コーヒー+牛乳」でも、イタリアでは、バールではカフェ・マッキャート（caffè macchiato）と呼ぶエスプレッソに牛乳をたらしたもののほうが比較的一般的。ちなみにカフェ・マッキャートの語源は、エスプレッソにたらした牛乳が「しみがついた」（イタリア語でmacchiato）ように見えることから。
たっぷりのミルクに、少しだけコーヒーを注いだものはラッテ・マッキャートと呼ばれる。ミルクたっぷりの温かいコーヒー牛乳といった感じだが、バールではコーヒーカップではなく、グラスに注がれることが多い。

### アメリカ
スターバックスなどのアメリカ式のコーヒー店では、エスプレッソに単に温めた牛乳ではなくスチームミルク（蒸気で微細な気泡を加えながら温められたミルク）を加えたものが供される。このアメリカ式のカフェラテは1959年にカリフォルニア州バークレーのCaffe Mediterraneumで出されたのが初だとする。少量でケチケチしているという客のクレームにこたえる形で最初はガラスのフルーツボウルで出された。
アメリカなどではイタリアのものと同様にCaffè Latteと表記されるが、英語はイタリア語と異なり長子音を弁別しないため、発音は「カフェ・ラテ」に近い。日本ではこの発音を日本語に転写して、「カフェ・ラテ」と表記されることが多い。この種のものは、カプチーノの一種であるウェット・カプチーノやセンツァ・スキューマと呼ばれる。

### 日本
日本では、森永乳業が1991年に「カフェラッテ」を商標登録している（商標登録第2334877号）。1996年に日本に進出したスターバックスに代表されるアメリカ式のカフェバーが浸透し始めるとともに、アメリカ式の発音の「カフェラテ」という表記も多く使用されるようになった。